# Суббарао, Йеллапрагада
Йеллапрагада Суббарао (телугу యెల్లాప్రగడ సుబ్బారావు, англ. Yellapragada Subbarow, 12 января 1895, Бхимаварам, Британская Индия — 8 августа 1948, Нью-Йорк) — индийско-американский биохимик, который открыл функцию аденозинтрифосфата в качестве источника энергии в клетке и синтезировал метотрексат для лечения рака.

## Жизнеописание

### Ранние годы и образование
Йеллапрагада Суббарао родился четвёртым из семи детей налогового инспектора Джаганнатамы и торговки бижутерией Венкамми. Эта малоимущая семья происходила из телугийского брахманского рода, который принадлежал к секте ниёги. Суббарао проживали в Бхимавараме, в Мадрасском округе (ныне — Западный Годавари, штат Андхра-Прадеш). Ещё когда Йеллапрагада был школьником в Раджамундри, два его брата Пурушоттам и Кришнамурти умерли от болезни спру, или же кохинхинской диареи, и это впоследствии повлияло на решение Йеллапрагады стать медиком.
В 1908 году он бежал в священный для индуистов город Варанаси, чтобы там разбогатеть на продаже бананов паломникам. Когда Йеллапрагаду вернули домой, мать настояла, чтобы он учился дальше. Сын послушался и имел успехи в учёбе, особенно в математике, но впоследствии, сблизившись с членами Миссии Рамакришны, захотел стать санньясином, то есть побирающимся монахом. Без материнского согласия его не могли принять в монашеский орден, поэтому миссионеры-кришнаиты посоветовали ему выучиться на врача.
Только с третьей попытки он окончил среднюю школу в Мадрасе. Сдав промежуточный экзамен в окружном колледже, в 1915 году он поступил в Мадрасский медицинский колледж. Ему материально помогали друзья, в частности дальний родственник Кастури Сурянараяна Мурти. 10 мая 1919 года Йеллапрагада вступил в брак с его дочерью Сешагири. Поддержав призыв Ганди бойкотировать британские товары, он носил хирургический халат из домотканого полотна кади и этим вызвал недовольство M. C. Брадфилда, преподавателя хирургии. В 1921 году Субаррао окончил колледж, но стал только лиценциатом медицины и хирургии, а не бакалавром.
Безуспешно попытавшись устроиться на работу в Мадрасскую медицинскую службу, Суббарао стал преподавать анатомию в Аюрведическом колледже Лакшмипати в Мадрасе. Верил в целительную силу аюрведических лекарств и начал исследования, чтобы поставить древнюю науку на современные рельсы.
Благодаря случайной встрече с американским врачом, который приехал по стипендии Рокфеллера, Суббарао изменил свои планы. Руководство благотворительной организации «Маллади Сатьялингам Найкер» в Какинаде пообещало поддержать его, а тесть помог деньгами. В результате, 26 октября 1922 года Суббарао прибыл в Бостон.

### Жизнь в США
Сперва он, учась в Гарвардской школе тропической медицины, не мог найти работу по специальности и подрабатывал ночным сторожем в Бригамской женской больнице. Окончив это учебное заведение в июне 1924 года, Субаррао стал работать в нём младшим преподавателем. В этом же году вместе с Сайрусом Фиске он разработал быстрый калориметрический метод определения содержания фосфора в жидкостях и тканях организма. За это Суббарао был удостоен рокфеллеровской стипендии. С ним же и с Карлом Ломаном в 1929 году Субаррао открыл аденозинтрифосфат (АТФ) и выяснил роль АТФ и фосфокреатина в жизнедеятельности мышц. В том же году он получил докторскую степень.
В 1940 году Субаррао устроился работать в Лабораторию Ледерле, подразделение «Американской цианамидной компании» (англ. American Cyanamid). Сейчас это предприятие входит в состав «Уайет», который принадлежит фирме «Пфайзер». В Лаборатории Ледерле он разработал метод синтеза фолиевой кислоты — витамина B9, основанный на трудах Люси Уиллс. Этот химикат использовали как лекарство против анемии.
По просьбе Сидни Фарбера Субаррао синтезировал на основе фолиевой кислоты первые химиотерапевтические противораковые препараты. Сначала, в 1947 году, — аминоптерин, а потом — метотрексат, который и до сих пор широко применяют. Он также открыл препарат диэтилкарбамазин (или же гетразан) — средство против филяриатоза, рекомендуемый Всемирной организацией здравоохранения. Под руководством этого биохимика в 1945 году Бенджамин Даггар открыл первый в мире тетрациклиновый антибиотик — ауреомицин. Это открытие обязано своим успехом самому массовому в те времена научному эксперименту. Американским солдатам, которые во время Второй мировой войны были в разных местах мира, поручили собирать в этих местах образцы почвы и передавать их на анализ в Лабораторию Ледерле. Учёные выясняли, есть ли в этом материале природные антибактериальные агенты, произведённые грунтовыми грибками.
Как утверждает индийский ученый, бывший директор Центра клеточной и молекулярной биологии Пушпа Митра Бхаргава, Йеллапрагада Суббарао получил право на американское подданство только в 1946 году. С самого начала проживания в США ему регулярно продлевали срок действия визы, а с 1940 года он должен был носить с собой карточку с оттиском своего пальца, с регистрационным номером 3420564 и с пометкой «чужак». Йеллапрагада Суббарао умер от инфаркта. Перед смертью он сказал коллегам последние слова: «Если Бог даст мне прожить ещё год-два, то, возможно, мы сможем вылечить ещё одну болезнь».

## Признание
Йеллапрагаде Суббарао до сих пор не оказали должных почестей за его научные заслуги. Главным образом потому, что этот учёный не умел содействовать своим интересам, выставлять напоказ свой труд и себя самого. Как написал Сиддхартха Мукерджи про этого ученого, «любого из его достижений было бы достаточно, чтобы гарантировать профессора в Гарварде. Но Суббарао был чужак, ночной волк, ярый вегетарианец, который жил в однокомнатной квартире в центре города и дружил только с другими ночными отшельниками, такими, как Фарбер».
Его коллега Джордж Хитчингс, который с Гертрудой Элайон в 1988 году получил Нобелевскую премию по физиологии и медицине, сказал: «Некоторые из нуклеотидов, что синтезировал Суббарао, впоследствии пришлось открывать заново другим учёным, потому что Фиске (видимо, из зависти) не дал вкладу Йеллапрагады увидеть мир».
В честь Субаррао сотрудники американской цианамидной компании назвали гриб Subbaromyces splendens. Они поместили мемориальную доску в лаборатории, где он работал. В Индии выпущена почтовая марка с изображением Йеллапрагады Суббарао, а в Хайдарабаде поставили его бюст. В мадрасском Технологическом колледже Агаппы созвали семинар, посвященный памяти Суббарао. В 2014 году в Nature был опубликован список ста самых цитируемых научных статей по версии Web of Science, и статья Суббарао и Сайруса Фиске «The colorimetric determination of phosphorus» заняла в нём 37 место.
В апреле 1950 года Дорон К. Антрим в опубликованной в журнале Argosy статье заметил: «Вы, наверное, никогда и не слышали о докторе Йеллапрагаде Субаррао. Однако благодаря тому, что он жил, сейчас вы можете жить и хорошо себя чувствовать. Он жил для того, чтобы вы могли жить дольше».

## Основные труды
| 1925 | Fiske C. H., Subbarow Y. The colorimetric determination of phosphorus // J. biol. Chem.. — Т. 66, вып. 2. — С. 375-400. |
| 1937 | Jacobson B. M., Subbarow Y. Studies of the principle in liver effective in pernicious anemia. IV. The therapeutic activity of its multiple factors // Journal of Clinical Investigation. — Т. 16, вып. 4. — С. 573.                        |
| 1938 | Trager W., Subbarow Y. The chemical nature of growth factors required by mosquito larvæ I. riboflavin and thiamin // Biological Bulletin. — Т. 75, вып. 1. — С. 75-84.                                                                     |
| 1939 | SubbaRow Y., Hitchings G. H. Pantothenic acid as a factor in rat nutrition // Journal of the American Chemical Society. — Т. 61, вып. 6. — С. 1615-1616.                                                                                   |
| 1939 | Subbarow Y., Rane L. Pantothenic acid as a growth factor for the Dochez NY5 strain of hemolytic streptococcus // Journal of the American Chemical Society. — Т. 61, вып. 6. — С. 1616.                                                     |
| 1940 | Rane L., Subbarow Y. Nutritional requirements of the Pneumococcus: I. growth factors for types I, II, V, VII, VIII // Journal of bacteriology. — Т. 40, вып. 5. — С. 695.                                                                  |
| 1940 | Subbarow Y. et al. The chemical nature of growth factors required by mosquito larvae. 2. Pantothenic acid and vitamin B6 // Journal of General Physiology. — Т. 23. — С. 561-568.                                                          |
| 1941 | Jacobson B. M., Subbarow Y. Studies of the principle in liver effective in pernicious anemia: VI. Recent advances in the purification of active substances // Journal of the American Medical Association. — Т. 116, вып. 5. — С. 367-374. |
| 1945 | Little P. A., Subbarow Y. A practical liquid medium for cultivation of Trypanosoma cruzi in large volumes // Journal of bacteriology. — Т. 50, вып. 1. — С. 57.                                                                            |
| 1945 | Little P. A., Subbarow Y. Use of refined serum albumin as a nutrient for T. pallidum // J. Immunol. — Т. 50, вып. 4. — С. 213-219. |